# Trässbergs kyrka
Trässbergs kyrka är en kyrkobyggnad som tillhör Sävare församling (tidigare Trässbergs församling) i Skara stift. Den ligger i Lidköpings kommun.

## Kyrkobyggnaden
På platsen fanns en tidigare en medeltida kyrka byggd av murad sandsten med långhus, västtorn, vapenhus i söder och träsakristia i norr.. 
Nuvarande stenkyrka i empirstil uppfördes 1857 av efter ritningar av arkitekt Albert Törnqvist. Den ljusa interiören är väl bevarad med tunnvalv och lunettfönster i en korgavel.

## Inventarier
- En romansk dopfunt av sandsten härstammar från den gamla kyrkan.
- Predikstolen är av Mjöbäckstyp.

### Klockor
Kyrkan har två senmedeltida klockor, som båda saknar inskrifter.

### Orgel
Orgeln, som är placerad på läktaren i väster, har en stum fasad som är tillverkad 1787 av Lars Strömblad i Ödeshög. Den tillhörde en orgel som införskaffades 1868 från Sankt Olofs kyrka, Falköping. Ett nytt verk, som även innehöll äldre material, tillverkades av Nordfors & Co och installerades 1919. Samma firma renoverade och omdisponerade instrumentet 1982 och det har nu nio stämmor fördelade på manual och pedal.